# Lanmérin
 Lanmérin  (en bretón Lanvilin) es una población y comuna francesa, situada en la región de Bretaña, departamento de Côtes-d'Armor, en el distrito de Lannion y cantón de Tréguier.

## Demografía
| 295 | 261 | 245 | 286 | 328 | 333 | 424 |
| Para los censos de 1962 a 1999 la población legal corresponde a la población sin duplicidades (Fuente: INSEE [Consultar]) |     |     |     |     |     |     |